# Communauté monastique du mont Athos
Pour les articles homonymes, voir Athos (homonymie).
Ne doit pas être confondu avec Mont Athos.

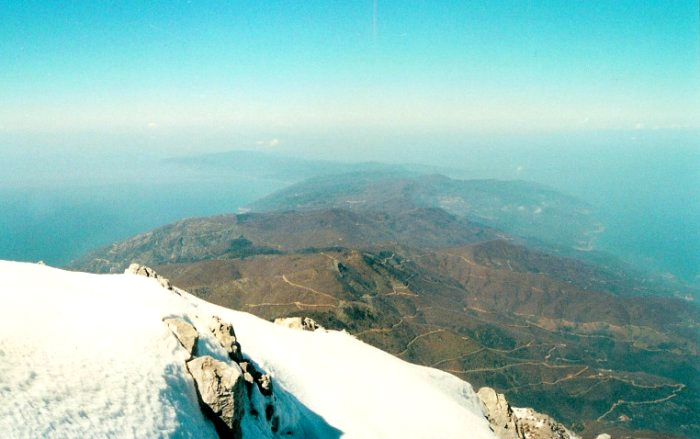
La péninsule de l'Aktè vue depuis le sommet du mont Athos.

La communauté monastique du mont Athos se trouve dans le nord de la Grèce, sur la péninsule du mont Athos, appelée Aktè, en Chalcidique.
Cette communauté juridiquement autonome réunit vingt monastères et les différents villages et maisons qui en dépendent. Ils abritent environ 2 000 moines orthodoxes grecs, bulgares, roumains, russes, serbes et autres, qui mènent une vie de réclusion, d'introspection et de prière. Sur le plan politique et administratif, le ministère des Affaires étrangères grec traite les questions relatives à la presqu'île, territoire grec, mais où s'appliquent des lois différentes, compatibles avec l’abaton : cette différence est constitutionnellement garantie. Sur le plan canonique, les vingt monastères sont « stavropégiaques », c'est-à-dire exempts : ils échappent à l'autorité de l'évêque local et sont placés directement sous la seule responsabilité épiscopale de l'archevêque de Constantinople et patriarche œcuménique.
Sur le plan territorial, la communauté monastique englobe l'Aktè et est contiguë à la municipalité grecque de Stagira-Akanthos, dont il est séparé par une clôture d'environ neuf kilomètres de longueur. L'ensemble se situe en Chalcidique, en Macédoine-Centrale.
Siège du synode, la petite bourgade de Karyès en est le centre administratif : on y trouve des laïcs au service de la communauté. C'est la seule localité de Grèce où, conformément à l’abaton, il n'y a aucune femme.

## Organisation

### Traditions et pratiques

#### L'abaton

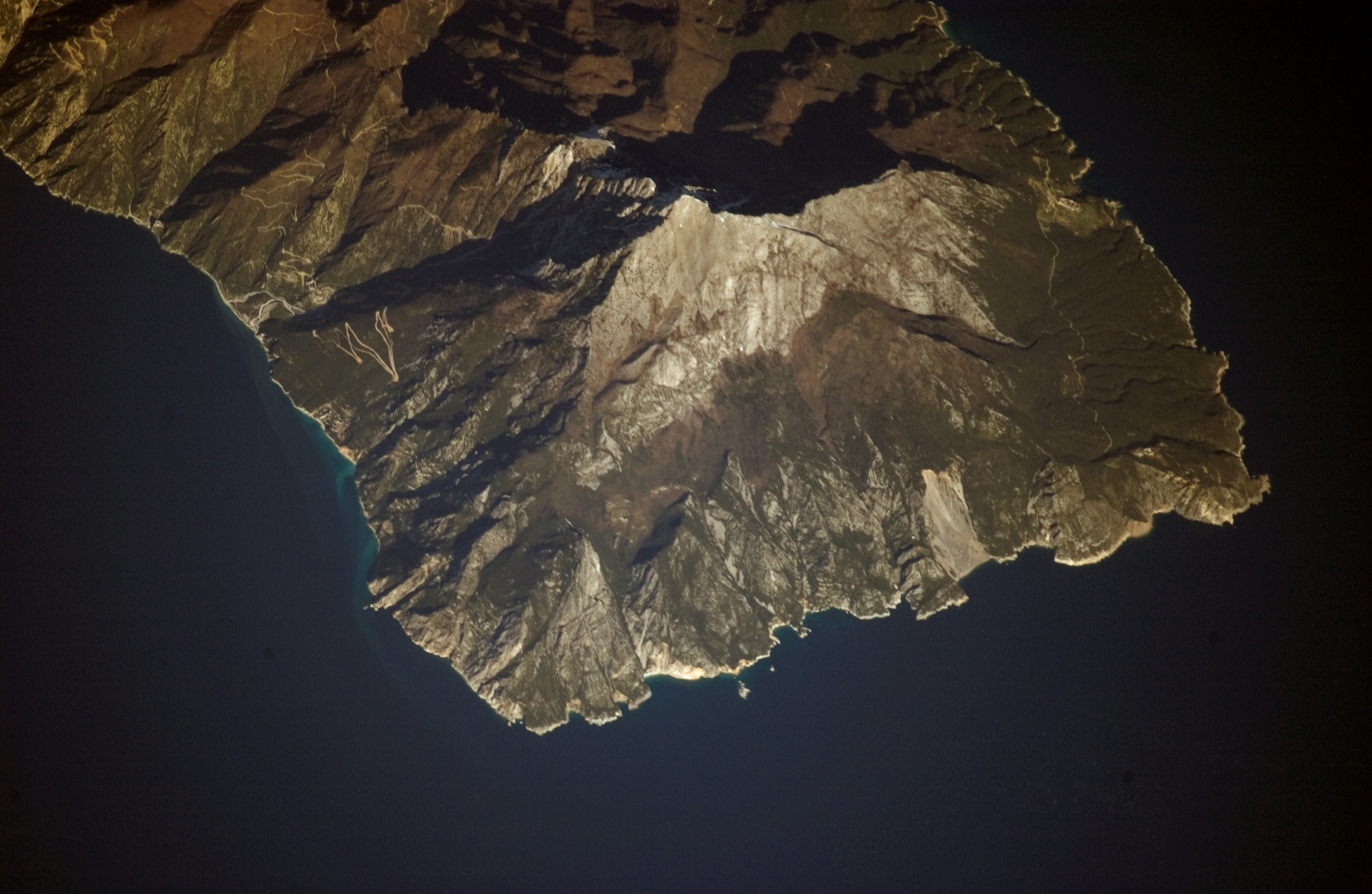
Vue aérienne de l'extrémité de la péninsule de l'Aktè avec le mont Athos.

Selon la légende, la règle de l’abaton (en grec : άβατον / ábaton signifiant « lieu pur » ou « inaccessible ») aurait été rédigée vers 1045 par l'empereur byzantin Constantin IX Monomaque. Cette disposition trouverait son origine dans un récit apocryphe selon lequel la Vierge Marie et Jean l'évangéliste, en route pour rendre visite à Lazare à Chypre, furent forcés par une mer tempétueuse de trouver refuge dans le port qui est aujourd'hui au pied du monastère d'Iveron. La Vierge, admirant la beauté sauvage du lieu, demanda à Dieu de lui donner la montagne en présent. Alors la voix de l'Éternel se fit entendre : « que cet endroit soit ton jardin et ton paradis, ainsi qu'un havre de salut pour ceux qui cherchent à être sauvés ». Depuis lors, le mont Athos est considéré comme le « jardin de la Vierge Marie », interdisant ainsi à toutes autres femmes d'y entrer : l'accès de « toute créature femelle » est strictement interdit, afin de ne pas tenter les moines (loi identique sur l'île japonaise d'Okino-shima) ; toutefois, il est sous-entendu que cet édit ne concerne que les créatures vertébrées domestiques, sauf les poules (pour les œufs, utilisés en cuisine et en peinture sacrée) et les chattes (pour chasser les rongeurs). La violation de l'abaton est passible, selon les lois grecques applicables dans le périmètre de la communauté monastique, d'une peine pouvant aller jusqu'à un an d'emprisonnement.
Cependant, dans son histoire, l'application de cette règle fut suspendue. En 1924, l'higoumène du Pantocrator accepta de recevoir à la bibliothèque du monastère les navigatrices et historiennes Marthe Oulié et Hermine de Saussure qui s'étaient abritées du meltem au petit débarcadère en contrebas avec leur petit caïque à voile et à rames, la Perlette, à bord duquel elles parcouraient l'Égée depuis le Pirée.
Par ailleurs, on a supposé que des femmes déguisées en hommes ont parfois aussi pu contourner l'abaton, sans que cela puisse être confirmé : Maryse Choisy, auteure du roman Un mois chez les hommes dans les années 1920 et Aliki Diplarakou dans les années 1930.
Enfin, le 8 janvier 2008, environ 500 manifestants dont de nombreuses femmes ont pénétré sur le territoire de la communauté, afin de protester contre l'empiètement des monastères sur des terrains publics hors de la communauté monastique.
D'autres dispositions de l'abaton sont moins connues : l'accès du territoire athonite est également interdit aux enfants mineurs, aux eunuques et aux hommes au visage glabre, mais en raison de l'évolution des mœurs, ce dernier point n'est plus appliqué, de même que celui concernant les eunuques, toute vérification étant décemment impossible.

#### Accès

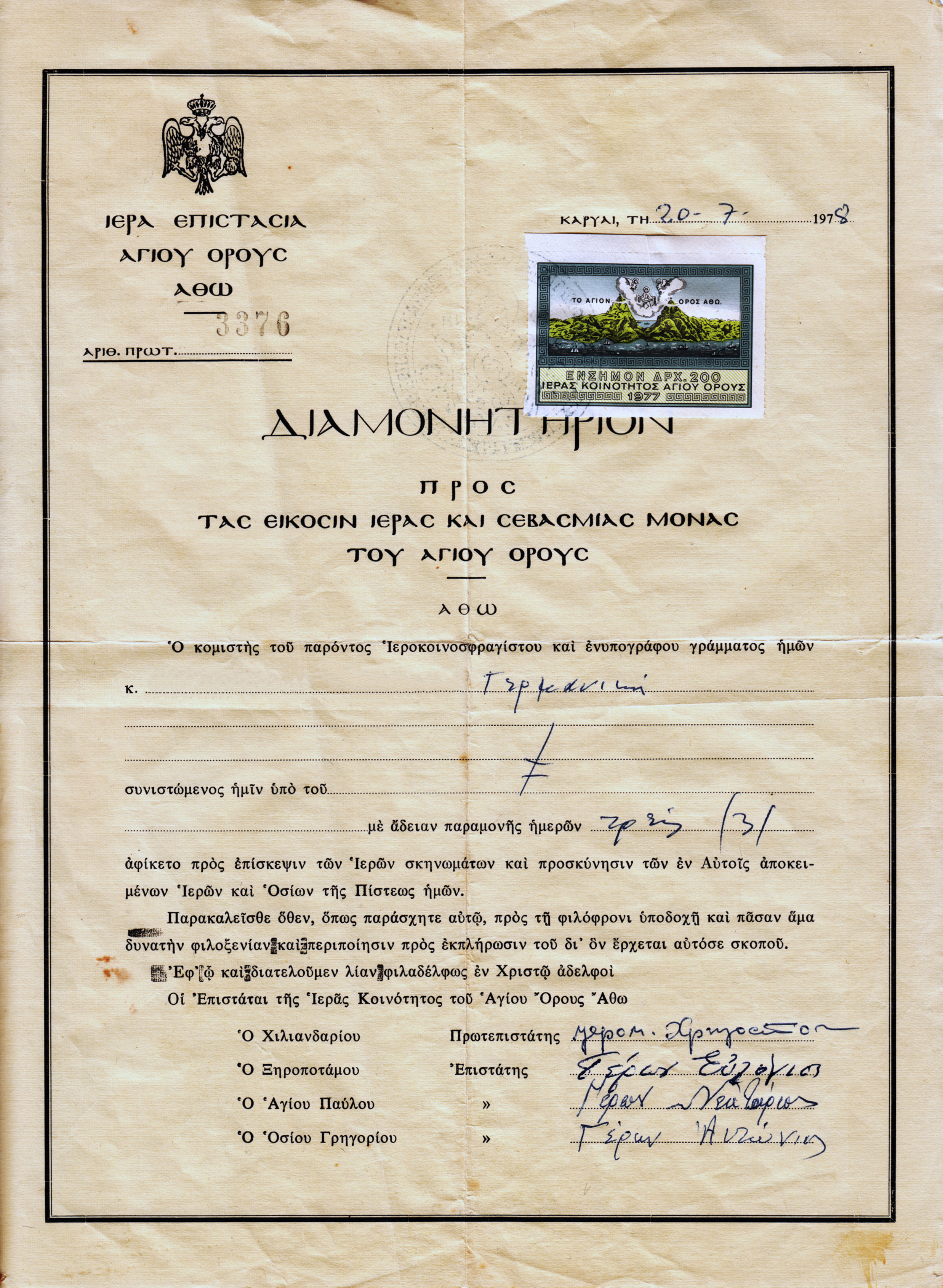
Un Diamonitirion de 1978.

L'accès est subordonné à la possession d'un laissez-passer (le diamonitirion). Ce diamonitirion est nécessaire pour pouvoir embarquer, l'accès des personnes ne se faisant que par la mer, tandis que par voie terrestre, le portail de la partie monastique est réservé aux livraisons de marchandises, aux prestataires de services, aux ambulances, pompiers et forces de l'ordre.

#### Langues
Le grec démotique est la langue officielle de la communauté et la langue liturgique dans les monastères grecs. Sur les vingt monastères que compte la communauté, dix-sept sont majoritairement peuplés de Grecs, et trois autres étaient jadis réservés à d'autres communautés orthodoxes, par origine :
- Morphinon pour les Amalfitains, aujourd'hui en ruines, ces moines orthodoxes de rite latin étant passés au catholicisme et ayant quitté la presqu'île pour l'Italie où on les appela « Basiliens » ;
- Vatopedi pour les Arméniens (aujourd'hui épars) ;
- Zographou pour les Bulgares (15 moines aujourd'hui) ;
- Iveron (le monastère des Ibères) pour les Géorgiens (aujourd'hui épars) ;
- Grigoriou autrefois pour les Roumains, aujourd'hui regroupés dans les skites de Prodromou et Lacou (64 moines) ;
- Panteleimon pour les Russes (50 moines aujourd'hui) ;
- Hilandar pour les Serbes (46 moines aujourd'hui).

En 2014, devant l'afflux croissant de moines venus de l’ex-bloc soviétique, le patriarche de Constantinople a demandé aux monastères du mont Athos de limiter le nombre de moines nés dans ces pays à 10 % du nombre total de moines, et a cessé d’attribuer des permis d'installation dans les monastères de langue grecque aux moines ne parlant pas cette langue.

#### Moines

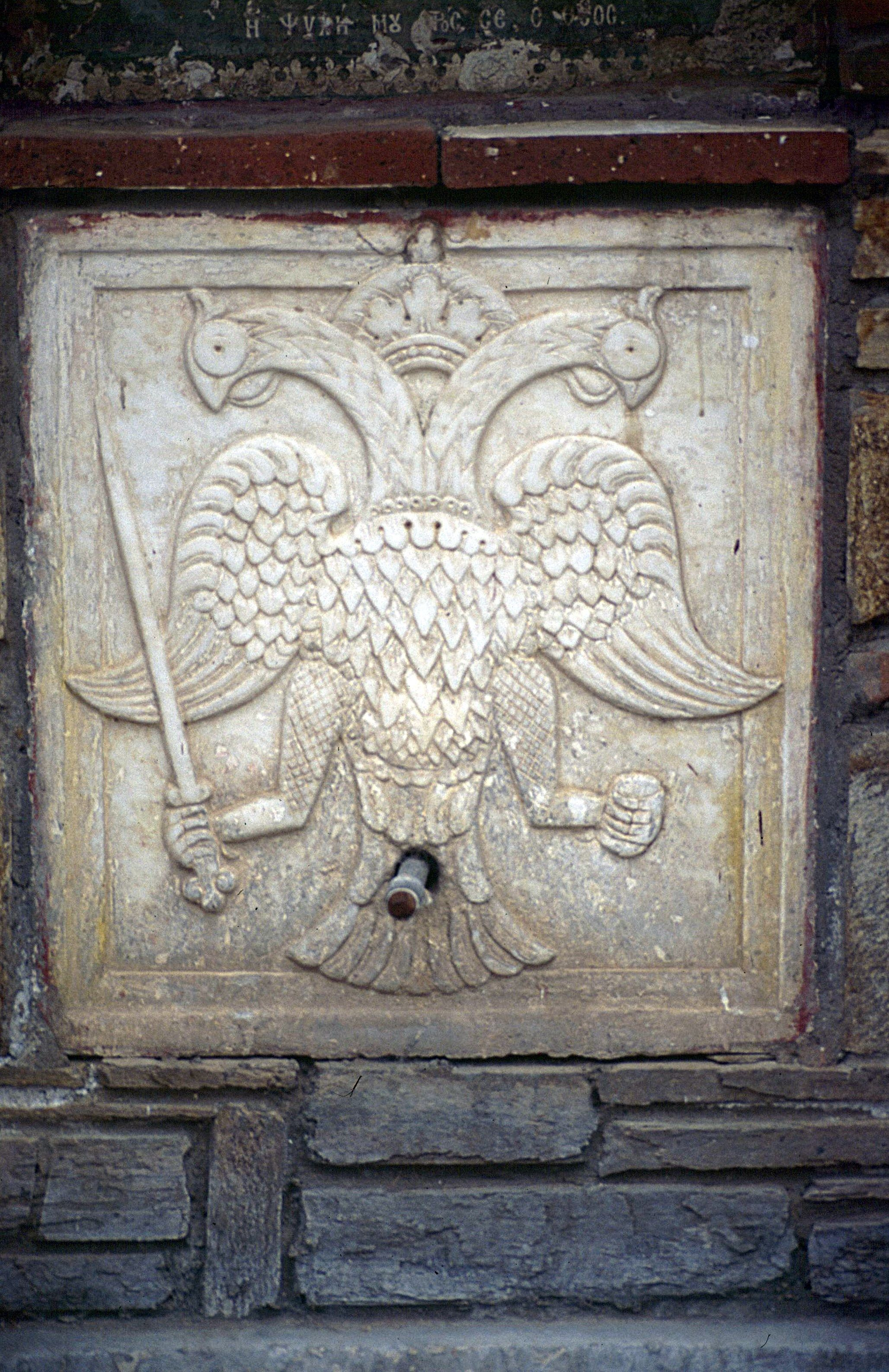
L'aigle bicéphale byzantin sur un muret du mont Athos.

Les moines orthodoxes étaient autrefois appelés dans certaines langues caloyers, du grec καλόγερος (caloyeros signifiant « bon vieillard », ce qui a donné calogero en italien). On appelle aussi ceux du mont Athos « (h)agiorites » (du grec αγιορείτης, « habitant de la Sainte Montagne »), ou « athonites ». Les supérieurs sont appelés des Higoumènes ou Archimandrites. Chaque office a un nom précis selon la charge qui lui est dévolue :[réf. nécessaire]
- anagnostis : orateur des lectures à l'église et au réfectoire.
- archondaris : hospitalier chargé de l'accueil des hôtes.
- arsanaris : capitaine du port du monastère.
- diocharis : cantinier.
- ecclesiarchis : bedeau qui prépare l'église pour les offices.
- hagiographos : iconographe qui peint, entretient et nettoie les icônes.
- kambanaris : harmoniste qui annonce les offices au son de la simandre.
- kipouros : jardinier.
- maghiras : cuisinier.
- pneumatikos : père spirituel, conseiller, confesseur.
- portaris : portier.
- typikaristos : maître des cérémonies qui règle le déroulement des chants et des célébrations.
- trapézaris : servant chargé du réfectoire.
- skévophylax : trésorier.
- vadonaris : voiturier, muletier chargé du transport et des livraisons.
- vivliophylax : bibliothécaire.

## Monastères par ordre hiérarchique

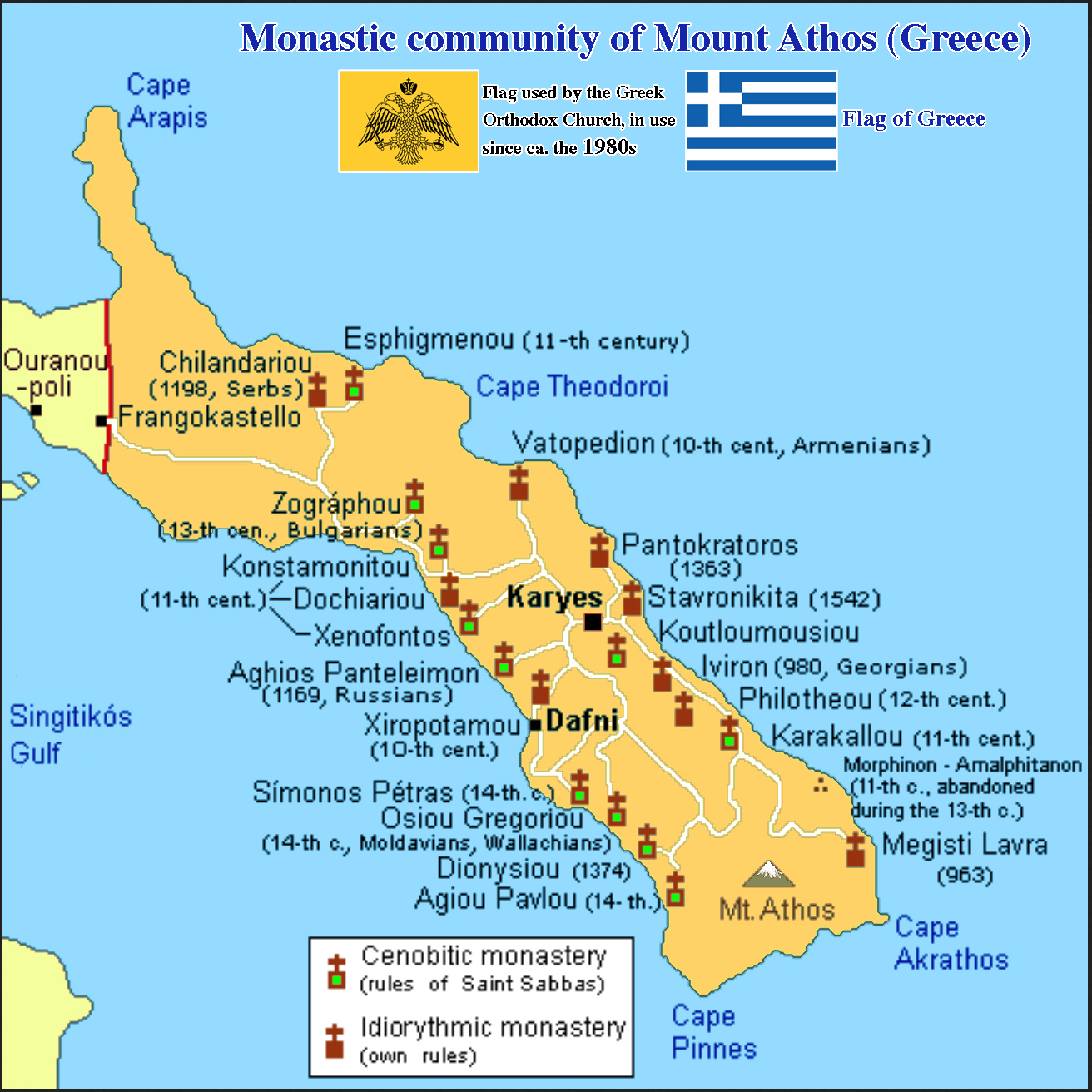
Carte du mont Athos avec ses vingt monastères, leurs règles, leurs dates de fondation et les pays d'origine de leurs moines (si ceux-ci ne sont pas mentionnés, il s'agit de monastères grecs).

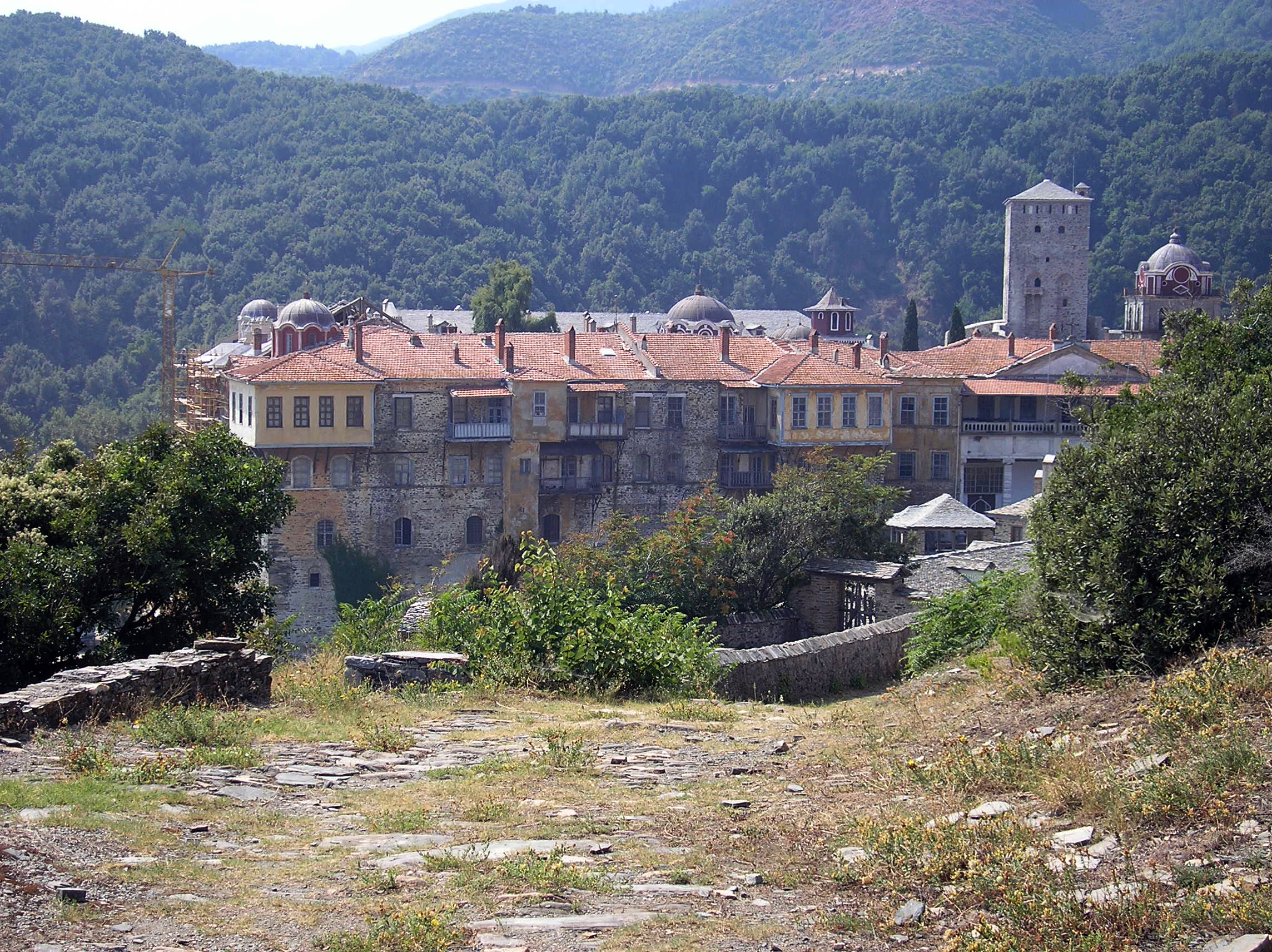
L'Ibéron, Iveron ou Iviron, monastère des Géorgiens.

1. Monastère de la Grande Laure (Μεγίστη Λαύρα, Megísti Lávra)
2. Monastère de Vatopedi (Βατοπέδι ou Βατοπαίδι, en arménien վանքը, Vatopedi vank'y)
3. Monastère d'Iveron (Ιβήρων ; en géorgien ივერთა მონასტერი, Iverta monasteri)
4. Monastère de Hilandar (Χιλανδαρίου, Chilandariou; en serbe Хиландар, Hilandar)
5. Monastère de Dionysiou (Διονυσίου)
6. Monastère de Koutloumousiou (Κουτλουμούσι)
7. Monastère de Pantocrator (Παντοκράτορος, Pantokratoros)
8. Monastère de Xeropotamou (Ξηροποτάμου)
9. Monastère de Zographou (Ζωγράφου, en bulgare Зограф)
10. Monastère de Docheiariou (Δοχειαρίου)
11. Monastère de Karakallou (Καρακάλλου)
12. Monastère de Philotheou (Φιλοθέου)
13. Monastère de Simonopetra (Σίμωνος Πέτρα ou Σιμωνόπετρα)
14. Monastère d'Aghiou Pavlou (Αγίου Παύλου, Agiou Pavlou)
15. Monastère de Stavroniketa (Σταυρονικήτα)
16. Monastère de Xenofontos (Ξενοφώντος)
17. Monastère de Gregoriou (Οσίου Γρηγορίου, en roumain Sfântul Grigore)
18. Monastère d'Esphigmenou (Εσφιγμένου)
19. Monastère de Panteleimon (Αγίου Παντελεήμονος, Agiou Panteleimonos ou Ρωσικών, Rossikon (« des Russes »), en russe Пантелеймонов)
20. Monastère de Konstamonitou (Κωνσταμονίτου)

…auxquels il faut ajouter les ruines de l'ancien monastère Morphinon.

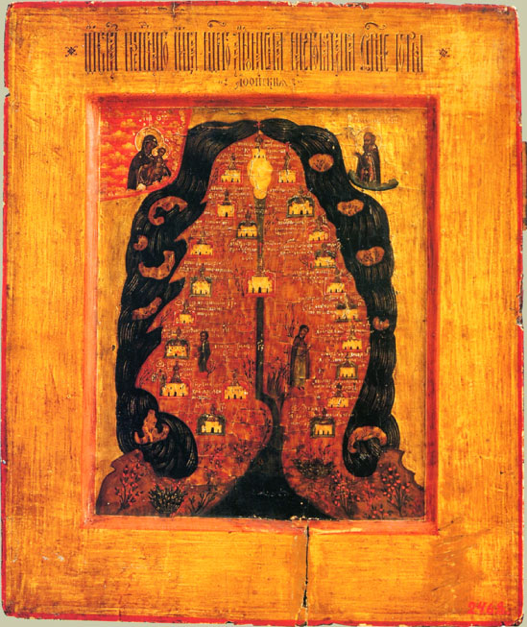
Icône russe d'un monastère.

Outre les monastères proprement dits, des skites (σκήτη, ermitages subordonnés) se sont également développés : dans la communauté monastique du mont Athos, le mot skite désigne tout rassemblement monastique qui n'est pas l'un des vingt monastères institués propriétaires du sol athonite. Les skites peuvent être des cœnobia (κοινόβια, hameaux monastiques) ou de simples kellia (κελλία, maisonnette, cellule érémitiques).
- Karoulie
- Kapsokalývia
- Lakkoskete (en) (Lacu, Sfântu-Dumitru en roumain).
- Nouvelle Skite (el)
- Prodromos (en) (Prodromu, Sfântu-Ioan-Botezătorul en roumain).
- Provata
- Skite Saint-Jean-Baptiste
- Skite Sainte-Anne (el)
- Petite skite Sainte-Anne (el)
- Skite Saint-Basile
- Skite de Iviron (el)
- Skite de Koutloumousiou (el)
- Skite de Pantokratoros (el)
- Skite de Vatopedi
- Skite de Xenophontos (el)
- Skite Saint André (el) connu aussi sous le nom de sérail ou Saraï (Σαράι).

## Patrimoine mondial
Depuis 1988, la communauté monastique du mont Athos est inscrite sur la liste du patrimoine mondial de l'UNESCO : cette inscription inclut le territoire, les constructions, leur contenu (dont les œuvres d'art et les très anciennes bibliothèques des monastères) et le patrimoine immatériel (gestes artistiques, chants, art de l'icône…).